# Agabus matsumotoi
Agabus matsumotoi är en skalbaggsart som beskrevs av Satô och Nilsson 1990. Agabus matsumotoi ingår i släktet Agabus och familjen dykare. Inga underarter finns listade i Catalogue of Life.